# 国際漫画賞
国際漫画賞（こくさいまんがしょう、International MANGA award）とは、2007年に創設された日本の外務省が主催する漫画の賞で、日本国籍以外の漫画家を対象にしている。

## 創設まで
大の漫画好きとして知られる麻生太郎外務大臣（当時）が2006年4月に行なったスピーチの中で「今や世界各国に現れつつある若き漫画の旗手たちに、漫画の本家本元である日本から、権威のある賞、いわば漫画のノーベル賞のようなものをあげたい。日本との絆を、それによって意識していただきたいものです」と発言したことから外務省内で設立の検討が始まり、翌2007年5月22日に正式に設立された。

## 賞の概要
ポップカルチャーの文化外交への活用の一環として、海外で漫画文化の普及活動に貢献する漫画作家を顕彰するため「国際漫画賞」を創設することとし、「第1回国際漫画賞実行委員会」が発足した。同実行委員会は、外務大臣を委員長とし、独立行政法人国際交流基金理事長及び海外交流審議会・ポップカルチャー専門部会委員から構成される。なお、実施にあたっては、社団法人日本漫画家協会より選考委員の派遣などで協力を得ることとしている。第1回は準備期間が短かった事もあって選考委員が推薦する作品のみが選考候補であったが、第2回以降は公募制となった。

## 賞の内容
- 国際漫画最優秀賞（第1回のみ「国際漫画賞[8]」） - 1作品
- 国際漫画優秀賞（第1回のみ「奨励賞」） - 3作品程度
  - 各受賞者には表彰状・トロフィーが送られ、授賞式にあわせて国際交流基金が受賞者を10日間程度招聘し、日本の漫画家との懇談、出版社等への表敬訪問等を行う。
- 特別賞
  - 第3回より「日本の漫画への理解促進及び普及に貢献」を顕彰する目的で設置された。

## 構成メンバー
- 「第1回国際漫画賞実行委員会」メンバー
  - 麻生太郎 -  外務大臣
  - 小倉和夫 - 国際交流基金
  - 浜野保樹 - 海外交流審議会ポップカルチャー専門部会部会長・東京大学教授
  - 亀井修 -  同専門部会委員・小学館常務取締役
  - 杉山恒太郎 - 同専門部会委員・電通常務執行役員
  - 白石さや - 同専門部会委員・東京大学教授

- 受賞作品選考委員会メンバー
  - 里中満智子 - マンガ・サミット運営本部長・漫画家
  - やなせたかし - 漫画家
  - ちばてつや - 漫画家
  - 宮原照夫 - 元漫画雑誌編集長
  - 八窪頼明 - 元漫画雑誌編集長

## 歴代受賞作品

### 第1回（2007年8月）
- 国際漫画賞
  - 『孫子兵法（原題・孫子攻略）』 - 李志清（香港）
- 国際漫画奨励賞
  - 『十五二十』 - KAI（香港）
  - 『Le. Gardenie』 - BEN（Benny Wong Thong Hou）（マレーシア）
  - 『HOLLOW FIELDS』 - マドレーヌ・ロスカ（Madeleine Rosca）（オーストラリア）
- 入賞：上記作品の他に15作品

実行委員会
審査委員会

### 第2回（2008年9月）
- 国際漫画賞最優秀賞
  - 『Feel 100%（百分百感覺）』 - 劉雲傑（香港）
- 国際漫画賞優秀賞
  - 『逝』 - 尹川（中国）
  - 『"Portrait"』 - Chezhina Svetlana Igorevna（ロシア）
  - 『Okhéania 1』 - Alice Picard（原作:Corbeyran）（フランス）
- 入賞：上記作品の他に12作品

実行委員会
審査委員会

### 第3回（2009年12月）
- 国際漫画最優秀賞
  - 『SUPER DUNKER』 - TON JAKRAPHAN（タイ）
- 国際漫画優秀賞
  - 『ZAYA』 - 原作：Morvan（フランス）・作画：Huang Jia Wei（中国）
  - 『Natty』 - 原作：Corveyran（フランス）・作画：Melvil
  - 『Running on empty』 - Kim Jea-eon（韓国）
- 入賞：上記作品の他に5作品
- 特別賞
  - フレデリック・ショット（アメリカ、翻訳家・漫画研究家）

実行委員会
審査委員会

### 第4回（2011年1月）
- 国際漫画最優秀賞
  - 『Si loin et si proche...』 - 張小白（中国）
- 国際漫画優秀賞
  - 『Face cachée tome 1』 - 作者：Sylvain Runberg（フランス）・原作：Olivier Martin（フランス）
  - 『La Isla sin Sonrisa』 - Enrique Fernández（スペイン）
  - 『The story begins with...』 - VERACHAI DUANGPLA（タイ）
- 入賞：上記作品の他に6作品

実行委員会
審査委員会

### 第5回（2012年2月）
- 最優秀賞
  - 『I Kill Giants』（アメリカ） - 作者：JM Ken Niimura（ケン・ニイムラ）（スペイン）・原作：Joe Kelly（アメリカ）
- 優秀賞
  - 『許個願吧！大喜（Make a wish! Da Xi）』（願って！大喜）（台湾） - Cory（台湾）
  - 『The Man Who Follow His Own Voice』（タイ） - Tanis Werasakwong（タイ）
  - 『踮脚张望（When You Standing Your Tiptoes）』（背のびして遠くを見れば）（中国） - 作者：潘麗萍（中国）原作者：祖雅楽（中国）
- 入賞：上記作品の他に10作品

実行委員会
審査委員会

### 第6回（2013年2月）
- 最優秀賞
  - 『Listening to the Bell』 - 作者：Kosin Jeenseekong（タイ）
- 優秀賞
  - 『Melon Seed School Vol.3』 - Ittiwat Suriyamart（タイ）
  - 『半空的花』 - 姚巍 （中国）
  - 『5 MENIT SEBELUM TAYANG』 - Muhammad Fathanatul Haq（インドネシア）原作者：Ockto Baringbing（インドネシア）
- 入賞：上記作品の他に11作品

実行委員会
審査委員会

### 第7回（2014年2月）
- 最優秀賞
  - 『Bokbig』 - 作者：Prema Jatukanyaprateep（タイ）
- 優秀賞
  - 『Paris』 - George Alexopoulos（アメリカ）
  - 『CARRIER 携帯者』 - NAVAR （中国）
  - 『Les Folies Bergère』 - Francis Porcel（スペイン）原作者：Zidrou（ベルギー）

員会

### 第8回（2015年2月）
- 最優秀賞
  - 『Bumbardai』 - 作者：Nambaral Erdenebayar（モンゴル）
- 優秀賞
  - 『熊先生』 - 落木（中国）
  - 『ATAN』 - Ben Wong（マレーシア）
  - 『房間』 - 61Chi（台湾）

### 第9回（2016年2月）
- 最優秀賞
  - 『The Divine』 - 作者：Asaf Hanuka & Tomer Hanuka（イスラエル）原作者：Boaz Lavie（イスラエル）
- 優秀賞
  - 『無名歌 vol.1』 - 搖滾貓（台湾）
  - 『LONG THÂN TUƠNG』 - NGUYEN THANH PHONG（ベトナム）原作者：NGUYEN KHANH DUONG（ベトナム）
  - 『怕魚的男人』 - 李隆杰（台湾）

### 第10回（2017年2月）
- 最優秀賞
  - 『The Master of Arms』 - 作者：Joël Parnotte（フランス）原作者：Xavier Dorison（フランス）
- 優秀賞
  - 『scavengers』 - 韓祖政（中国）
  - 『THE HEART OF DARKNESS』 - Laura Iorio & Roberto Ricci（イタリア）原作者：Marco Cosimo D'amico & Laura Iorio（イタリア）
  - 『Gateway to Underworld』 - Can Tieu Hy（ベトナム）

### 第11回（2018年2月23日）
326応募作品が60の国・地域から集まり、14作品が選ばれた（最優秀賞1件、優秀賞3件、入賞11件）。飯倉公館において授賞式を開いた。
- 最優秀賞[10]
  - 『TWO ALDOS』作者：ゲーラ・ディアス（GUERRA DIAZ）（コロンビア）、原作者：パブロ・ゲーラ（PABLO GUERRA）（コロンビア）〈二人のアルド〉[注 1]
- 優秀賞
  - 『ONIBI』作者：アトリエ・セントー（ATELIER SENTô）（フランス）、原作者：アトリエ・セントー（ATELIER SENTô）（フランス）〈鬼火〉[注 2]
  - 『VIVA EVE! LONG LIVE LIFE!』作者：レレキナ・ナタリヤ（REREKINA NATALIIA）（ウクライナ）、原作者：マルティネンコ・ナタリヤ（MARTYNENKO NATALIIA）（ウクライナ）〈ビバ・イヴ！人生万歳！〉[注 3]
  - 『Left Hand Vol.1』 作者：サリー（SALLY）（台湾）〈左手　第１巻〉[注 4]
- 入賞
  - 『Mightier』作者：Ahmed Mohammed Al Ali（アラブ首長国連邦）、原作者：Mohammed Yousef Al Meraikhi（アラブ首長国連邦）〈強き者〉（アラブ首長国連邦）[注 5]
  - 『SECRET WEAPON』作者：戴慶賢（中国・香港）〈秘密武器〉（中国・香港）〈日本語の仮題〉[注 6]
  - 『MANDELA』作者：UMLANDO WEZITHOMBE（南アフリカ共和国）、原作者：SANTA BUCHANAN AND NELSON MANDELA FOUNDATION（南アフリカ共和国）              〈マンデラ〉（イギリス）
  - 『Clearsky city』作者：BigN（中国）〈日本語の仮題〉
  - 『Dutchman in Formosa』作者：KINONO（台湾）〈蘭人異聞録〉、（台湾）。
  - 『Cat Swordsman』作者（国名）〈猫剣士〉（台湾）
  - 『Westward』作者：広州百漫文化伝播有限公司（中国）、原作者：鄭健和（中国）〈西行紀〉、（中国）
  - 『THE ART OF LAZINESS』作者：Patcharakan Pisansupong（タイ）〈アート オブ レジネス〉、（タイ）
  - 『On This Day』作者：Mork（タイ）〈日本語の仮題〉
  - 『Based on True Stories』作者：Gawin Satawut（タイ）〈ベイスト オン トゥルー ストーリーズ〉（タイ）
  - 『GUNG HO - 3』作者：THOMAS VON KUMMANT（ドイツ）、原作者：BENJAMIN VON ECKARTSBERG（ドイツ）〈ガンホー 第３巻〉、（フランス）

実行委員会
- 河野太郎（委員長、外務大臣）
- 白石さや（東京大学名誉教授）
- 杉山恒太郎（ライトパブリシティ）
- フレデリック・Ｌ・ショット（通訳・翻訳家・作家）
- 横田清（小学館）
- 安藤裕康（国際交流基金）

審査委員会
- 里中満智子（委員長、漫画家）
- 一本木蛮（漫画家）
- 三浦みつる（漫画家）
- 熊田正史（漫画雑誌編集者）
- 由利耕一（漫画雑誌編集者）

第一次選考
- コミック出版者の会[注 7]

### 第12回（2019年2月26日）
外務省飯倉公館で表彰式と懇親会を開く。
- 最優秀賞[11]
  - 『Yang Hao and his four compositions』作者：湯霄（トウ・ショウ）（Dani）（中国）〈黒い塔〉[注 8]
- 優秀賞 
  - 『MISEYIEKI』作者：シャンゴモラ・エドゥンジョビ（Shangomola Edunjobi）（イギリス）〈ミセイエキ〉[注 9]
  - 『The Pork Chops Inferno』作者：黎達達榮（ライ・ダッダッ・ウィン）（Lai Tat Tat Wing）（香港）〈十八階焼肉〉[注 10]
  - 『Planned Obsolescence of our feelings』作者：エメー・デ・ヨング（Aimée de Jongh）（オランダ）、原作者：ジドルー（Zidrou）（ベルギー）〈身体の老いとともに感情もまた老化する〉[注 11]
- 入賞

入賞 Bronze Award
- - 『Teng snakes』作者：馮文苑（中国）〈テンヘビ〉、（中国）
  - 『They say the village is haunted』作者：Yap Zhuo Yu（マレーシア）〈新村にはアレがいるらしい〉、（マレーシア）[注 12]
  - 『A Traves Del Khamsin』作者：Marta Salmons（スペイン）、原作者：Mijail Sampedro（スペイン）〈カムシンを越えて〉（スペイン）[注 13]
  - 『Flick Royale』作者：Beatrice Nauli（インドネシア）、原作者：Nikki Dibya Wardhana（インドネシア）〈フリック・ロワイヤル〉（インドネシア）[注 14]
  - 『Romaria』作者：Alexandre Carvalho（ブラジル）、原作者：Jun Sugiyama（ブラジル）〈巡礼〉、（ブラジル）[注 15]
  - 『Desert Wolf』作者：馮志明（香港）〈大漠蒼狼〉（香港）[注 16]
  - 『Ordinary Days in Taipei』作者：61Chi（台湾）〈台北小日子〉（台湾）[注 17]
  - 『Nightlights』作者：Loreana Alvarez Gómez（コロンビア）〈夜の光〉（コロンビア）[注 18]。
  - 『Music Of the Fairy Tales』作者：Chiya（中国）、原作者：施玉燕（比比）（中国）〈童話の音〉、（中国）[注 19]
  - 『Shi』作者：Josep Homs（スペイン）、原作者：Zidrou（ベルギー）〈死〉（ベルギー、フランス）[注 20]
  - 『1661 Koxinga Z』作者：李隆杰（台湾）

〈1661 國姓來襲〉、（台湾）
実行委員会
- 河野太郎（委員長、外務大臣）
- 白石さや（東京大学名誉教授）
- 杉山恒太郎（株式会社ライトパブリシティ）
- フレデリック・Ｌ・ショット（通訳・翻訳家・作家）
- 横田清（小学館）
- 安藤裕康（国際交流基金）

審査委員会
- 里中満智子（委員長、漫画家）
- 一本木蛮（漫画家）
- 熊田正史（漫画雑誌編集者）
- 藤田力（元漫画雑誌編集長）
- 三浦みつる（漫画家）

第一次選考、選考委員
- コミック出版社の会[注 22]

### 第13回（2020年2月18日）
授賞式と懇親会は2月18日、飯倉公館にて催された。実行委員長が開式し、授賞式と記念写真の撮影を挟み外務副大臣若宮が祝辞を述べた。
- 最優秀賞[13]
  - 『Piece of Mind』作者：ガイ・レンマン（Guy Lenman）（イスラエル）、原作者：ニムロッド・フリードマン（Nimrod Frydman）（イスラエル）〈ココロノカケラ〉[注 23]
- 優秀賞
  - 『My little kitchen in summer season』作者：ピッシニー･タンキッティナン（Pitsinee Tangkittinun）（タイ）

〈マイリトルキッチン２　私のおうちご飯〉
- - 『Korokke and the girl who said no』作者：ジョナタン・カンテロ（Jonatan Cantero）（スペイン）、原作者：ジュゼップ・ブスケット（Josep Busquet）（スペイン）〈コロッケ　そして「嫌だ」と言った少女〉[注 25]
  - 『YE』作者（国名）作者：ギリェルメ・ペトレカ（GUILHERME PETRECA）（ブラジル）〈イエ〉[注 26]
- 入賞
  - 『Detektif Hantu : Kesumat』作者：LAM QUEK CHUNG@LEOZ（マレーシア）〈ゴースト・ハンター：恨み〉[注 27]
  - 『PALMA SOLA liborio mateo, the origin』作者：GABRIEL CASTILLO（ドミニカ共和国）、原作者：GERARDO CASTILLO（ドミニカ共和国）〈パルマ・ソラ〉[注 28]
  - 『Mi Xian Yin : Chinese Folk Tales』作者：采蘑菇的司马公公（中国）〈迷仙引－中華民俗志怪絵本〉[注 29]
  - 『MIGRANT』作者：GJIMM MOKOO（ベナン共和国）[注 30]
  - 『CHUNXUE』作者：王宇涵（中国）〈春雪〉[注 31]
  - 『Merman in the pool』作者：李嫣然（中国）〈プールの中の人魚〉
  - 『Rites of Passage』作者：Lucas Marques（ブラジル）〈通過儀礼〉
  - 『ERASMUS SONG』作者：DANIELA VIÇOSO（ポルトガル）〈（エラスムスの唄）〉
  - 『DiKiXi-The Reconciliation part1』作者：Bomcomix e Gildo Pimentel（アンゴラ）、原作者：Gildo Pimentel（アンゴラ）〈ディキシ -和解-　第一部〉[注 32]
  - 『TAO ZERO』作者：麥天傑（中国（香港））〈非常道　零〉
  - 『Sometimes in the City』作者：61 Chi（台湾）〈街では、時々〉[注 33]

実行委員会
- 茂木敏充（実行委員長、外務大臣）
- 白石さや　東京大学名誉教授
- 杉山恒太郎　株式会社ライトパブリシティ
- フレデリック・Ｌ・ショット　通訳・翻訳家・作家
- 横田清　小学館監査役
- 安藤裕康　独立行政法人国際交流基金

審査委員会
- 里中満智子（審査委員長、漫画家）
- 一本木蛮（漫画家）
- 熊田正史（漫画雑誌編集者）
- 藤田力（元漫画雑誌編集長）
- 三浦みつる（漫画家）

### 第14回（2021年）
- 最優秀賞[14]
  - 『Funeral director』作者：韋蘺若明（イリ ジャクメイ、WEILI JOMING）（台湾）〈送葬協奏曲〉[注 34]
- 優秀賞
  - 『天橋上的魔術師』作者：阮光民（ゲン コウミン、Guang-Min Ruan）（台湾）、原作者：呉明益（ゴ メイエキ、Ming-Yi Wu）（台湾）〈歩道橋の魔術師・漫画版〉[注 35]
  - 『THE MUSE』作者：オリオール（ORIOL）（スペイン）、原作者：ジドルー（ZIDROU）（ベルギー）〈ミューズ〉[注 36]
  - 『NANHAO AND SHANGFENG』作者：布朗尼（ブラウニー）（中国）〈南号と尚風〉[注 37]

- 入賞
  - 『INTRANSEXTELLAR』作者：Jimi Macías（スペイン）〈イントランセクステラー〉[注 38]
  - 『The Umbrella』作者：魏瑩（中国）、原作者：郑柳沁（中国）〈傘少女夢談〉[注 39]
  - 『Fujie and Mikito』作者：Marcelo Costa（ブラジル）、原作者：Yuri Andrey（ブラジル）

〈フジエとミキト〉
- - 『Nina in the underworld: rat is cat to rat 』作者：Pedro Sotto（ブラジル）〈地下世界のニナ：ネズミはネズミにとってネコ〉[注 41]
  - 『Gatherer of the Birds』作者：Nataliia Rerekina（ウクライナ）、原作者：Gilbert Brissen（ウクライナ）〈鳥を集める者〉[注 42]
  - 『 題名 』作者（国名）〈日本語の仮題〉[注 43]
  - 『MURENA 10』作者：THEO（イタリア）、原作者：JEAN DUFAUX（ベルギー）〈ムレーナ第10章〉[注 44]
  - 『EPSILON』作者：YGGO（タイ）〈エプシロン〉[注 45]
  - 『STRANGE TALES OF WALLED CITY』作者：REX KOO（香港）〈城寨誌異〉[注 46]
  - 『Falling in Love』作者：吉川流（中国）〈暗恋（片思い）〉[注 47]
  - 『BLOSSOM』作者：D.S.（台湾）〈百花百色〉[注 48]
  - 『JUICE 3 ARRIVALS』作者：Art Jeeno（タイ）〈ジュース3 アライヴァル〉[注 49]

実行委員会
- 茂木敏充（委員長、外務大臣）
- 白石さや　（東京大学名誉教授）
- 杉山恒太郎　（株式会社ライトパブリシティ代表取締役社長）
- フレデリック・ショット　（通訳・翻訳家・作家）
- 横田清　（小学館監査役）
- 梅本和義　（国際交流基金）

審査委員会
- 里中満智子（委員長、漫画家）
- 赤松健（漫画家）
- 永野のりこ（漫画家）
- 藤田力（元漫画雑誌編集長）
- 吉留博之（元漫画雑誌編集者）

### 第15回（2022年4月18日）
483応募作品が76の国・地域から集まり、受賞14作品を選出（最優秀賞1件、優秀賞3件）。ウクライナの受賞者は授賞式出席を辞退。入賞作品を3月8日に発表した実行委員会は、同年（令和4年）4月18日付で「友情の泡」の入賞を取り消した
- 最優秀賞[18]。以下の一覧はその結果を反映した。
  - 『Days of sand』作者：Aimée de Jongh（オランダ）〈砂の日々〉[注 50]
- 優秀賞
  - 『Moonchosen』作者：Nataliia Rerekina（ウクライナ）、原作者：Gilbert Brissen（ウクライナ）〈月に選ばれし娘〉[注 51]
  - 『Always never』Jordi Lafebre（スペイン）〈それでも、やっぱり〉[注 52]
  - 『CliniClowns: last goodbye』作者：顆粒（Cory）（台湾）、原作者：逢時（台湾）〈クリニクラウン―「またね」を最後にもう一度―〉[注 53]
- 入賞
  - 『IOGI 』作者：Václav Šlajch（チェコ）、原作者：Jean-Gaspard Páleníček（フランス及びチェコ）〈井荻〉[注 54]
  - 『Snow House』作者：猫僧（中国）〈雪の宿〉[注 55]
  - 『Blood Ties』作者：Yitan（チリ）〈血縁〉[注 56]
  - 『The Chosen One』作者：墨飛（中国）〈鬼南亭〉[注 57]
  - 『The Philosophy of Gachapon』作者：Summerluckkim（タイ）〈ガチャポン哲学〉
  - 『Mortal』作者：采蘑菇的司马公公（キノコ採リの司馬じいさん）（中国）〈白蟻（シロアリ）〉[注 58]
  - 『The African child versus covid-19』作者：Cyprien Kondi Sambu（ブルキナファソ）〈COVID-19と闘うアフリカの少年〉[注 59]
  - 『Formosa Oolong Tea Vol.4』作者：張季雅（台湾）〈異人茶跡4：茶に夢中　大稻埕〉[注 60]
  - 『Mayfly Island』作者：Evergreen Yeh（台湾）、原作者：李尚喬（台湾）〈カゲロウの島〉[注 61]
  - 『Ama, the breath of women』作者：Cecile Becq（フランス）、原作者：Franck MANGUIN（フランス）〈海女　女たちの息吹〉[注 62]

実行委員会
- 林芳正（委員長、外務大臣）
- 梅本和義　（国際交流基金）
- フレデリック・L・ショット　（通訳/翻訳家/作家）
- 白石さや　（東京大学名誉教授）
- 杉山恒太郎　（株式会社ライトパブリシティ）
- 横田清　（株式会社小学館監査役）

審査委員会
- 里中満智子（委員長、漫画家）
- 赤松健（漫画家）
- 大島誠（元漫画雑誌編集者）
- 永野のりこ（漫画家）
- 吉留博之（元漫画雑誌編集者）

### 第16回（2023年3月2日）
過去最多となる応募作品503件が77の国・地域から集まり、受賞作15作品の内訳は優秀賞1件、優秀賞3件。
- 最優秀賞
  - 『In summer』seong ryul（韓国）〈夏の中で〉
- 優秀賞
  - 『Lost Letters』Jim Bishop（フランス）〈失われた手紙[19]〉
  - 『See You In Memories』PEN SO（香港）〈思い出で逢いましょう[19]〉
  - 『Sea You There and Us』星期一回收日 Monday Recover（台湾）、原作：陳巧蓉 CHEN,CHIAO JUNG（台湾）〈ネコと海の彼方[19]〉

実行委員会
- 林芳正（委員長、外務大臣）
- 梅本和義（国際交流基金）
- 白石さや（東京大学名誉教授）
- 杉山恒太郎（株式会社ライトパブリシティ）
- フレデリック・L・ショット（通訳・翻訳家・作家）
- 丸澤滋（小学館）

審査委員会
- 里中満智子（委員長、漫画家）
- 赤松健（漫画家）
- 大島誠（元漫画雑誌編集長）
- 永野のりこ（漫画家）
- 吉留博之（元漫画雑誌編集長）